# Ellen Gates Starr

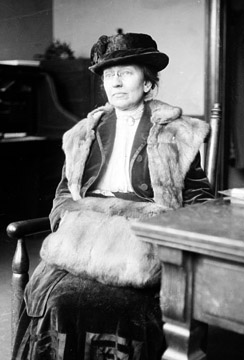
Ellen Gates Starr (19. März 1914)

Ellen Gates Starr (* 19. März 1859 nahe Laona im US-Bundesstaat Illinois; † 10. Februar 1940 in Suffern, New York) war eine amerikanische Sozialreformerin und Pionierin der Settlement-Bewegung.
Seit ihrem Studium am Rockford Frauen-Seminar (1877/78) war Ellen Starr mit Jane Addams befreundet, mit der sie 1888 eine Europa-Reise unternahm und dabei die Toynbee Hall in London kennenlernte. Gemeinsam mit Addams gründete sie nach ihrer Rückkehr das Hull House in Chicago.
Ellen Starr konvertierte 1920 zum Katholizismus.